# Thuật phóng

Quỹ đạo của ba vật ném ở cùng một góc (70 °). Đối tượng màu đen không trải nghiệm bất kỳ hình thức kéo và di chuyển dọc theo đường parabola. Đối tượng màu xanh trải nghiệm Stokes 'kéo và đối tượng màu xanh lá cây kéo theo Newton.

Thuật phóng, hay đạn đạo học, là môn khoa học nghiên cứu sự chuyển động của đạn, rốc két, bom, không điều khiển khi bắn, phóng, hay ném. Thuật phóng là môn khoa học cơ bản để thiết kế vũ khí, đạn dược theo nhu cầu mong muốn. Thuật phóng được chia thành bốn dạng nghiên cứu, bao gồm thuật phóng trong, thuật phóng trung gian, thuật phóng ngoài, và thuật phóng đoạn cuối.
- Thuật phóng trong: nghiên cứu sự chuyển động của đạn trong nòng và các quá trình xảy ra trong lòng nòng pháo khi bắn (đối với loại có nòng) hay các quá trình xảy ra trong buồng đốt động cơ ở giai đoạn thuốc phóng cháy (đối với đạn phản lực hay rốc két).
- Thuật phóng trung gian: nghiên cứu sự chuyển động của đan và tác dụng sau cùng của khí thuốc, từ khi ra khỏi lòng nòng đến khi hết tác dụng sau cùng của khí thuốc (đến khi áp suất trong nòng bằng áp suất môi trường).
- Thuật phóng ngoài: nghiên cứu sự chuyển động của đạn (rốc két) sau khi chấm dứt sự tương tác giữa nòng súng, pháo hay các thiết bị phóng với chúng.
- Thuật phóng đoạn cuối: nghiên cứu sự chuyển động và hiệu ứng của đạn (rốc két) khi nó chạm mục tiêu.[1] Nghiên cứu thuật phóng đoạn cuối thích hợp cho cả đạn cỡ nhỏ lẫn đạn cỡ lớn (được bắn từ pháo). Nghiên cứu về va chạm ở tốc độ cực cao vẫn còn rất mới và cho đến nay hầu hết chỉ áp dụng cho thiết kế tàu vũ trụ mà thôi.